# Gardaland
Gardaland je zabavni park smješten u gradiću Castelnuovo del Garda u Italiji. Gardaland broji tisuće posjetitelja godišnje, a turisti dolaze iz cijelog svijeta. Park je otvoren 1975. godine i do 1984. je brojio preko milijun posjetitelja. Park trenutno sadrži 6 velikih "Roller Coastera" (Blue Tornado, Magic Mountain, Sequoia Adventure,Orto Bruco, Mammut,Fuga da Atlantide i Raptor).Ukupno "Gardaland" broji 56 vožnji, ne uključujući one u izgradnji te je najveći zabavni park u Italiji. Danas park broji preko 2.8 milijuna posjetitelja godišnje.

## Blue Tornado
Blue Tornado je najbrža vožnja u parku. Trajanje vožnje iznosi 1.42 minute, a brzina je oko 80 kilometara na sat. Dužina samih tračnica je 765 metara, a visina vožnje je 33 metra. Tijelo se izlaže velikoj inerciji i jakom djelovanju gravitacijskih sila pa se vožnja ne dopušta trudnicama i osobama koje imaju zdravstvenih problema. Također se ne preporučuje vožnja osobama slabog srca jer se luči velika količina adrenalina što može dovesti do srčanog udara. Rollercoaster Blue Tornado je ovješenog tipa što znači da se pokretni dio nalazi iznad glave i giba po tračnicama tako da osoba praktički visi u sjedalu.

## Magic Mountain
Magic Mountain je tipičan "vlak smrti" koji postiže brzinu od 70 kilometara na sat i visok je 54 metra. Otvoren je 1985. godine i od tada radi bez prestanka. Dužina tračnica je 1152 metra. Vožnja traje dvije minute.

## Sequoia Adventure
Sequoia Adventure je jedan od četiri "Roller Coastera" u Gardalandu na kojem se postižu brzine od oko 15 km/h. Poznat je po tome što u jednom trenutku ljudsko tijelo visi "naglavačke" te srce počinje brže kucati.

## Space Vertigo
Space Vertigo je vožnja koja se odvija na visini od četrdeset metara. Pogled s vrha uključuje mogućnost pregleda čitavoga grada i jezera Lago di Garda.

## Colorado Boat
Colorado Boat je još jedna u nizu vodenih obiteljskih avantura u Gardalandu. Vožnja je predviđena za četiri osobe u kanuu.

## Fuga da Atlantide
Fuga da Atlantide (bijeg s Atlantide) je vodena atrakcija u parku vožnjom u čamcu. Nalazi se blizu Blue Tornada.

## Vanjske poveznice
- Službene web stranice